# Лампкин, Чарльз
Чарльз Ла́мпкин (англ. Charles Lampkin; 17 марта 1913, Монтгомери — 17 апреля 1989, Сан-Хосе, Калифорния) — американский актёр кино и телевидения, музыкант, лектор.

## Биография
Чарльз Лампкин родился 17 марта 1913 года в городе Монтгомери (штат Алабама, США). Отец — Эдгар Лампкин, мать — Сара Биделл, Чарльз стал третьим сыном в семье. Его прабабушка, Энн Лампкин, была близким другом выдающегося просветителя, оратора, политика и писателя Букера Вашингтона. В 1920-х годах семья Лампкинов переехала в Кливленд (штат Огайо) в рамках первой волны Великой миграции.
К концу 1930-х годов Лампкин стал известным декламатором, был победителем штата в этом состязании в 1939, 1940 и 1941 годах. С 1943 по 1945 год был музыкальным директором Американского народного хора. 26 июня 1944 года Лампкин выступил дирижёром на выступлении Поля Робсона в нью-йоркском Мэдисон-сквер-гарден во время исторического «Негритянского митинга свободы».
Кинодебют Чарльза Лампкина состоялся в 1951 году в фильме «Пятеро». Мужчина попал в поле зрения режиссёра Арча Оболера, когда тот читал стихотворение в прозе «Создание» из сборника «Тромбоны Бога» (1927) Джеймса Уэлдона Джонсона в какой-то лос-анджелесской радиопередаче. Оболер предложил Лампкину сняться в его фильме и прочитать здесь отрывок из этого стихотворения в виде солилоквия. Таким образом, «Пятеро», по всей видимости, стала первой лентой США, Латинской Америки и Европы, в которой открыто представлена афроамериканская литература (хотя в самой картине это не указывается). Это могло бы остаться единственным появлением Лампкина на экране, однако девять лет спустя он снова стал сниматься, как в кино так и на телевидении, и его актёрская карьера успешно продолжилась почти до самой смерти: с 1960 по 1988 год он появился в 104 кино- и телефильмах и телесериалах (в десяти случаях без указания в титрах). Чёткого амплуа у актёра не было, однако наиболее часто его приглашали на роли судей и политиков.
В 1955 году написал концерт для пианино. В 1981 году получил почётные звания «Художник на дому» и «Профессор музыки и театральных искусств» от Университета Санта-Клары. Читал лекции в Тихоокеанском университете.
Чарльз Лампкин скончался 17 апреля 1989 года в городе Сан-Хосе (штат Калифорния).
В 2011 году внук Чарльза Лампкина, Даниэль Бруно, создал некоммерческий «Фонд Чарльза Лампкина». Цели фонда — противодействие анти-интеллектуализму и деградирующим последствиям современной культуры через осознание Гарлемского ренессанса.

## Избранная фильмография

### Широкий экран
- 1951 — Пятеро / Five — Чарльз
- 1963 — Игрушки на чердаке[англ.] / Toys in the Attic — Гас (в титрах не указан)
- 1963 — Сумерки чести[англ.] / Twilight of Honor — мистер Симмонс (в титрах не указан)
- 1966 — Редкая порода[англ.] / The Rare Breed — Портер (в титрах не указан)
- 1968 — Путешествие в Шилох / Journey to Shiloh — Эдвард (в титрах не указан)
- 1968 — Афера Томаса Крауна / The Thomas Crown Affair — лифтёр (в титрах не указан)
- 1969 — Хелло, Долли! / Hello, Dolly! — рабочий (в титрах не указан)
- 1970 — Человек-арбуз[англ.] / Watermelon Man — доктор Кэтлин
- 1970 — Большая белая надежда / The Great White Hope — друг миссис Джефферсон (в титрах не указан)
- 1972 — Человек[англ.] / The Man — конгрессмен Уолдинг
- 1972 — Хаммер[англ.] / Hammer — Большой Сид
- 1974 — Чёрный крёстный отец[англ.] / The Black Godfather — отец Дэнни
- 1975 — Батон, Эрл и я[англ.] / Cornbread, Earl and Me — Фред Дженкинс
- 1977 — Острова в океане[англ.] / Islands in the Stream — констебль
- 1981 — Сукин сын / S.O.B. — дворецкий
- 1981 — Первый понедельник октября / First Monday in October — судья Джозайя Клюс
- 1983 — Задняя мысль[англ.] / Second Thoughts — судья Ричардс
- 1985 — Кокон / Cocoon — Попс

### Телевидение
- 1961 — Сёрфсайд 6[англ.] / Surfside 6 — месье Серват (в эпизоде Black Orange Blossoms)
- 1961 — Детективы[англ.] / The Detectives — Портер (в эпизоде Act of God)
- 1962, 1965 — Бен Кейси / Ben Casey — Сэм (в 2 эпизодах)
- 1963 — Неприкасаемые[англ.] / The Untouchables — Хоул Темпл (в эпизоде The Jazz Man)
- 1963 — Мистер Новак[англ.] / Mr. Novak — Роберт Десмонд (в эпизоде A Single Isolated Incident)
- 1963 — Доктор Килдейр[англ.] / Dr. Kildare — Эдди (в эпизоде A Game for Three)
- 1964—1965, 1970—1971 — Три моих сына[англ.] / My Three Sons — разные роли (в 4 эпизодах)
- 1965 — Пожалуйста, не ешь маргаритки![англ.] / Please Don't Eat the Daisies — мистер Бриггс (в эпизоде Who's Kicking That Gong Around?)
- 1965—1966 — Долгое жаркое лето[англ.] / The Long, Hot Summer — Эндрю (в 13 эпизодах)
- 1967 — Беги, если хочешь жить[англ.] / Run for Your Life — доктор Герберт Гаррисон (в эпизоде A Rage for Justice: Part 2)
- 1967 — Тарзан[англ.] / Tarzan — Матумба (в эпизоде The Circus)
- 1967, 1970 — Эта девушка / That Girl — разные роли (в 2 эпизодах)
- 1968 — Дикий, дикий Вест[англ.] / The Wild Wild West — клерк (в эпизоде The Night of the Death-Maker[англ.])
- 1968 — Дактари[англ.] / Daktari — Нгана (в эпизоде The Killer of Wameru)
- 1968 — Джулия[англ.] / Julia — разные роли (в 2 эпизодах)
- 1968 — Требуется вор[англ.] / It Takes a Thief — разные роли (в 2 эпизодах)
- 1968—1970 — Мэйберри[англ.] / Mayberry R.F.D. — Ральф Бартон (в 7 эпизодах)
- 1969 — Гавайи 5-O / Hawaii Five-O — Лютер (в эпизоде Along Came Joey)
- 1969 — Доктор Маркус Уэлби / Marcus Welby, M.D. — мистер Мёртри (в эпизоде The White Cane)
- 1969 — Смелые: Защитники[англ.] / The Bold Ones: The Protectors — член Совета (в 2 эпизодах)
- 1969—1970 — Смелые: Адвокаты[англ.] / The Bold Ones: The Lawyers — разные роли (в 2 эпизодах)
- 1969, 1973 — ФБР / The F.B.I. — разные роли (в 2 эпизодах)
- 1970 — Название игры[англ.] / The Name of the Game — Рибано (в эпизоде The Other Kind of Spy)
- 1970 — Айронсайд[англ.] / Ironside — водитель грузовика (в эпизоде The Laying on of Hands)
- 1971 — Семейное дело[англ.] / Family Affair — суперинтендант (в эпизоде The Littlest Exile)
- 1971 — Семья Партриджей / The Partridge Family — Хиви (в эпизоде Soul Club)
- 1971 — Шоу Билла Косби[англ.] / The Bill Cosby Show — Гарольд Морган (в эпизоде The Generation Gap)
- 1971 — Смелые: Сенатор[англ.] / The Bold Ones: The Senator — клерк (в эпизоде George Washington Told a Lie)
- 1971, 1973, 1975 — Адам-12[англ.] / Adam-12 — разные роли (в 3 эпизодах)
- 1972 — Смелые: Новые доктора[англ.] / The Bold Ones: The New Doctors — почтальон (в эпизоде A Threatened Species)
- 1972 — Странная парочка[англ.] / The Odd Couple — брат Лоуэлл (в эпизоде The Odd Monks)
- 1972 — Макмиллан и жена[англ.] / McMillan & Wife — судья Клемент Уильямс (в эпизоде Cop of the Year, в титрах не указан)
- 1973 — Улицы Сан-Франциско / The Streets of San Francisco — Бенджи Хоскинс (в эпизоде No Badge for Benjy)
- 1973—1974 — Критическое положение![англ.] / Emergency! — разные роли (в 2 эпизодах)
- 1974 — Новобранцы[англ.] / The Rookies — Сэм Рис (в эпизоде Blue Christmas)
- 1975 — Атака на террор: ФБР против Ку-Клукс-Клана[англ.] / Attack on Terror: The FBI vs. the Ku Klux Klan — мистер Джонс, адвокат по гражданским правам
- 1975, 1980 — Барнаби Джонс[англ.] / Barnaby Jones — разные роли (в 2 эпизодах)
- 1976 — Близнецы[англ.] / Gemini Man — Поп Кингстон (в эпизоде Eight-Nine-Ten, You're Dead)
- 1978 — Невероятный Халк[англ.] / The Incredible Hulk — Джо (в эпизоде The Beast Within)
- 1979 — Корни: Следующие поколения[англ.] / Roots: The Next Generations — Ломан (в эпизоде Part III (1914—1918))
- 1981 — Медэксперт Куинси[англ.] / Quincy, M.E. — доктор Джеймисон (в эпизоде Scream to the Skies)
- 1982 — Слишком тесно[англ.] / Too Close for Comfort — мистер Рождество (в эпизоде Mr. Christmas)
- 1984 — Пугало и миссис Кинг[англ.] / Scarecrow and Mrs. King — мистер Феллер (в эпизоде Remembrance of Things Past)
- 1984 — Джефферсоны / The Jeffersons — Отис (в эпизоде Otis)
- 1984 — Путь на небеса[англ.] / Highway to Heaven — док (в 2 эпизодах)
- 1985 — Хантер / Hunter — судья (в эпизоде The Avenging Angel)
- 1985 — Уличный ястреб[англ.] / Street Hawk — Арти Шэнк (в эпизоде Dog Eat Dog)
- 1985 — Ночной суд[англ.] / Night Court — дедушка Робинсон (в эпизоде Mac and Quon Le: No Reservations)
- 1987 — Уэбстер[англ.] / Webster — Сэм (в эпизоде Seeing It Through)
- 1987 — 227 / 227 — Феликс (в эпизоде Fourth Time Around)
- 1987 — Последний невиновный[англ.] / The Last Innocent Man — судья Клемент Отли
- 1987—1988 — Место Фрэнка[англ.] / Frank's Place — Тигр Шепин (в 22 эпизодах)